# Itàlica
|  | Aquest article tracta sobre l'antiga ciutat. Vegeu-ne altres significats a «lletra itàlica». |

Itàlica (llatí Italica) fou una ciutat de la Bètica fundada per Publi Corneli Escipió Africà Major en el lloc de l'antiga ciutat de Sancios el 206 aC i fou poblada amb veterans de la batalla d'Ilipa. Aquest assentament romà compliria diferents funcions bàsiques. En primer lloc, cobriria la rereguarda de l'exèrcit romà d'ocupació. A més era un emplaçament ideal per a fer front a les incursions dels lusitans. Finalment, seria un centre de bescanvi econòmic.
Va tenir el rang de municipi i va tenir el títol de Iulia Augusta Italica i Iulia Augusta Aelia Italica. Hi van néixer Hadrià, Trajà i Teodosi el Gran, i potser també el poeta Sili Itàlic (Silius Italicus). Sota els àrabs es va dir Talika; un canvi del curs del riu va obligar els habitants a traslladar-se al lloc on avui és Sevilla, llavors Hispalis, i tot i que aquesta ciutat era més antiga que Itàlica, la ciutat abandonada fou coneguda per Hispalis Vetera i després Sevilla la Vieja.
Les seves ruïnes es poden veure a tocar de Santiponce (a 9 km nord-oest de Sevilla), i la comarca s'anomena Campos de Talca. L'amfiteatre, que estava en bon estat, fou usat el 1774 per a fer dics i carreteres. Uns marbres descoberts el 1799 per un monjo pobre anomenat José Moscoso es van salvar només perquè els va envoltar d'una paret. Es poden veure també la Casa de los Baños (cisternes de reserva d'aigua) i l'aqüeducte, i restes menors. També s'han trobat estàtues i altres objectes.
Les principals restes són:
- El Teatre, construït entre el 30 i el 37 i després reformat (60 a 80, i durant el segle II). Fou descobert el 1937 per Francisco Collantes de Terán y Delorme, i excavat el 1970 i sistemàticament el 1979. La cavea, l'orchestra, les graderies de la moenia (22,5 metres de diàmetre), la frons pulpiti, la scaena frons (de 48,5 metres) i el porticus post scaenam (primer obert i després tancat i on es va construir un temple a Isis) són les seves parts principals.

- La ciutat romana, de la que queden les restes d'edificis i carrers. Fou ampliada per Trajà i sobretot per Hadrià (zona coneguda per Nova urbs). La part nova es va despoblar al segle iii. Fou excavada parcialment per Francisco de Bruna entre 1781 i 1788 i posteriorment s'ha excavat diferents vegades. Es poden veure encara les clavegueres i les cisternes (castellum aquae) de les quals l'aigua passava a les fonts públiques i edificis principals mitjançant canonades de plom.

- L'amfiteatre, un dels més grans de l'Imperi, amb capacitat per 25000 espectadors. La cavea o graderia tenia tres nivells (ima, media i summa cavea), de la qual solament resten les dues inferiors i encara parcialment. Al centre una zona d'arena amb una estructura de fusta, on es feien els espectacles en els quals intervenien gladiadors i feres.

- Les muralles, de les quals es pot veure una part flanquejada per dos torres rectangulars.

- La casa de l'Exedra, que inclou unes termes i una palestra allargada; al pati central hi havia una font i pòrtics amb pilars.

- La casa de Neptú té també unes termes i habitacions decorades amb mosaics.

- La casa del pati rodi

- La casa d'Hiles.

- La casa dels Ocells

- Traianeum, temple dedicat a Trajà.

- La casa del Planetari on estan representades diverses divinitats que donen nom als dies de la setmana.

- I les termes majors, o banys públics.

El 2010 va tenir 149.621 visitants.